# Pleubian
Pleubian [pløbjɑ̃] (en breton: Pleuvihan) est une commune française située dans le département des Côtes-d'Armor, en région Bretagne.

## Géographie

### Situation

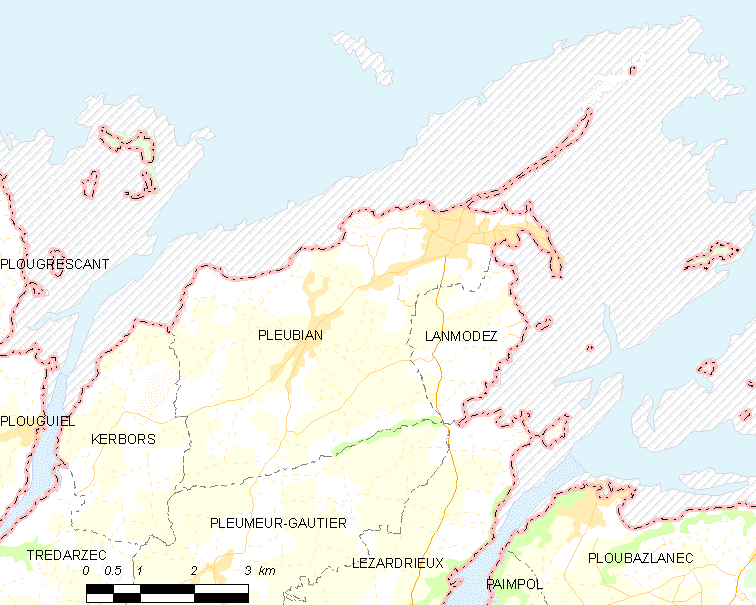

La ville est située entre Paimpol et Tréguier et borde la côte bretonne. Située à proximité de l’île de Bréhat, cette commune abrite de célèbres lieux bretons tels que le sillon de Talbert, le Phare des Héaux et le Sémaphore.

### Communes limitrophes
La commune de Pleubian est limitrophe de 3 communes.
| La Manche | La Manche        | La Manche        |
| Kerbors   | Pleubian         | Lanmodez         |
| Kerbors   | Pleumeur-Gautier | Pleumeur-Gautier |

### Cadre géologique
Située à l'extrémité orientale du plateau du Trégor, Pleubian est localisée dans la partie médiane du domaine nord armoricain, unité géologique du Massif armoricain qui est le résultat de trois chaînes de montagnes successives. Le site géologique de Pleubian appartient plus précisément à l'unité du Trégor-Hague représentée principalement par un complexe volcano-plutonique comprenant le batholite du Trégor s.s. (pluton de granitoïdes calco-alcalins — diorites à granites — mis en place au sein des gneiss icartiens et qui fait partie d'un ensemble plus vaste, le batholite mancellien) et les « Tufs de Tréguier » (tufs, ignimbrites et laves intermédiaires à acides).
L'histoire géologique du plateau du Trégor est marquée par le cycle icartien (de ca. -2 200 Ma à -1 800 Ma) dont la géodynamique est mal connue, et le cycle cadomien (entre 750 et 540 Ma) qui se traduit par la surrection de la chaîne cadomienne qui devait culminer à environ 4 000 m et regroupait à cette époque (avant l'ouverture de l'océan Atlantique) des terrains du Canada oriental, d'Angleterre, d'Irlande, d'Espagne et de Bohême. Cette ceinture cadomienne se suit à travers le Nord du Massif armoricain depuis le Trégor (baie de Morlaix) jusqu'au Cotentin. À une collision continentale succède une période de subduction de l'océan celtique vers le sud-est, sous la microplaque Armorica appartenant alors au supercontinent Gondwana. Des failles de direction N40°-N50°enregistrent un raccourcissement oblique, orienté environ NNE-SSW. Cette tectonique régionale entraîne un métamorphisme à haute température et basse pression. À la fin du Précambrien supérieur, les sédiments briovériens issus de l’érosion rapide de la chaîne cadomienne sont ainsi fortement déformés, plissés, formant essentiellement des schistes et des gneiss. Les massifs granitiques du Mancellien (notamment le massif côtier nord-trégorrois, le granite de Plouha, les diorites et gabbros de Saint-Quay-Portrieux), dont la mise en place est liée au cisaillement nord-armoricain scellent la fin de la déformation ductile de l'orogenèse cadomienne. À leur tour, ces massifs granitiques sont arasés, leurs débris se sédimentant dans de nouvelles mers, formant les « Séries rouges » qui se déposent dans le bassin ordovicien de Plouézec-Plourivo, hémi-graben limité au nord par la faille de Trégorrois. Les grands traits de l’évolution géologique du Trégor sont alors fixés. L'altération a également transformé les roches métasédimentaires en formations argilo-sableuses. Enfin, au Plio-quaternaire, les roches du substratum sont localement recouvertes par des dépôts récents issus de l’action du vent (lœss, limons sur les coteaux).

Carte géologique du Massif armoricain, avec au nord-est le batholite mancellien et ses nombreux plutons de granite cadomien (Trégor, Lanhélin, Louvigné, Vire, Avranches…). Ce batholite dessine une ellipse de 150 km (d'Alençon à la Rance) sur 90 km (de Vitré à Vire).

La région de Pleubian est ainsi formée d'un plateau granitique (615 Ma) recoupé par un champ filonien extrêmement dense de dolérite du Trieux, roche massive noire, à cristallisation très fine, ayant une composition de basalte tholéitique. Elle correspond à la subduction d'un domaine océanique vers le sud-est sous la marge nord du Gondwana, entraînant un métamorphisme à haute température et basse pression (subduction engendrant un bassin intra-arc ou une zone de chevauchement, les deux hypothèses restant débattues).
Pétrographiquement, le granite de Pleubian représente une micro-granodiorite datée à 615 Ma et interprétée comme du magmatisme associé au fonctionnement d'une marge active. « Il s'agit d'une roche de teinte grisâtre, devenant blanche à l'altération et caractérisée, à l'œil nu, par la présence de nombreux phénocristaux de feldspaths blancs et de minéraux ferro-magnésiens noirs, flottant dans une mésostase très finement cristallisée. Ces phénocristaux représentent environ 45 % de la roche et sont constitués de plagioclase (à la limite oligoclase-andésine), de hornblende verte et de biotite ». Port-Béni permet d'observer le socle icartien constitué de gneiss qui regroupe plusieurs types pétrographiques (gneiss lités avec niveaux migmatitiques, orthogneiss œillés représentant d'anciens granites porphyroïdes intrusifs dans la série litée). La foliation des minéraux est généralement parallèle au litage lorsqu'il est présent. Elle se développe dans le plan axial de plis isoclinaux décimétriques à métriques qui affectent la série litée. Le métamorphisme identifié dans ces orthogneiss « a pu atteindre le degré élevé du faciès amphibolite dont la température minimale avoisine les 600 °C avec des pressions intermédiaires de l'ordre de 5 à 10 kbars. Ceci suggère un enfouissement d'environ 25 km dans la croûte ».
Touristiquement, les principaux aspects de la géologie dans cette région peuvent être abordés au cours de balades naturalistes et géologiques qui permettent d'observer sur un espace réduit du territoire, des roches d'âge et de nature différents, témoins de phénomènes géologiques d'ampleur (magmatisme, tectogenèse, métamorphisme, érosion…). L'affleurement de Port-Béni est le témoin des trois chaînes de montagnes qui ont façonné le Massif armoricain : « des roches icartiennes (aux environs de 1,8 Ga) sont recoupées par des roches cadomiennes (aux environs de 600 Ma) et ces roches sont elles-mêmes recoupées par des roches appartenant au cycle orogénique varisque (début à milieu du Paléozoïque) ». Les gneiss icartiens de Port-Béni qui se présentent sous forme de grands xénolithes (parfois de taille hectométrique, avec une orientation variable de la foliation autour de N140) constituent les plus vieilles roches connues d'Europe occidentale. À l'échelle des temps géologiques, cela correspond à la moitié de l'âge de la Terre. Un pupitre d'interprétation installé en 2010 sur ce géosite breton signale l’existence des plus vieilles roches de France dans cette localité-type de l'icartien.

### Hydrographie
Pour un article plus général, voir Réseau hydrographique des Côtes-d'Armor.
La commune est située dans le bassin Loire-Bretagne. Elle est drainée par le Bouillenou,.

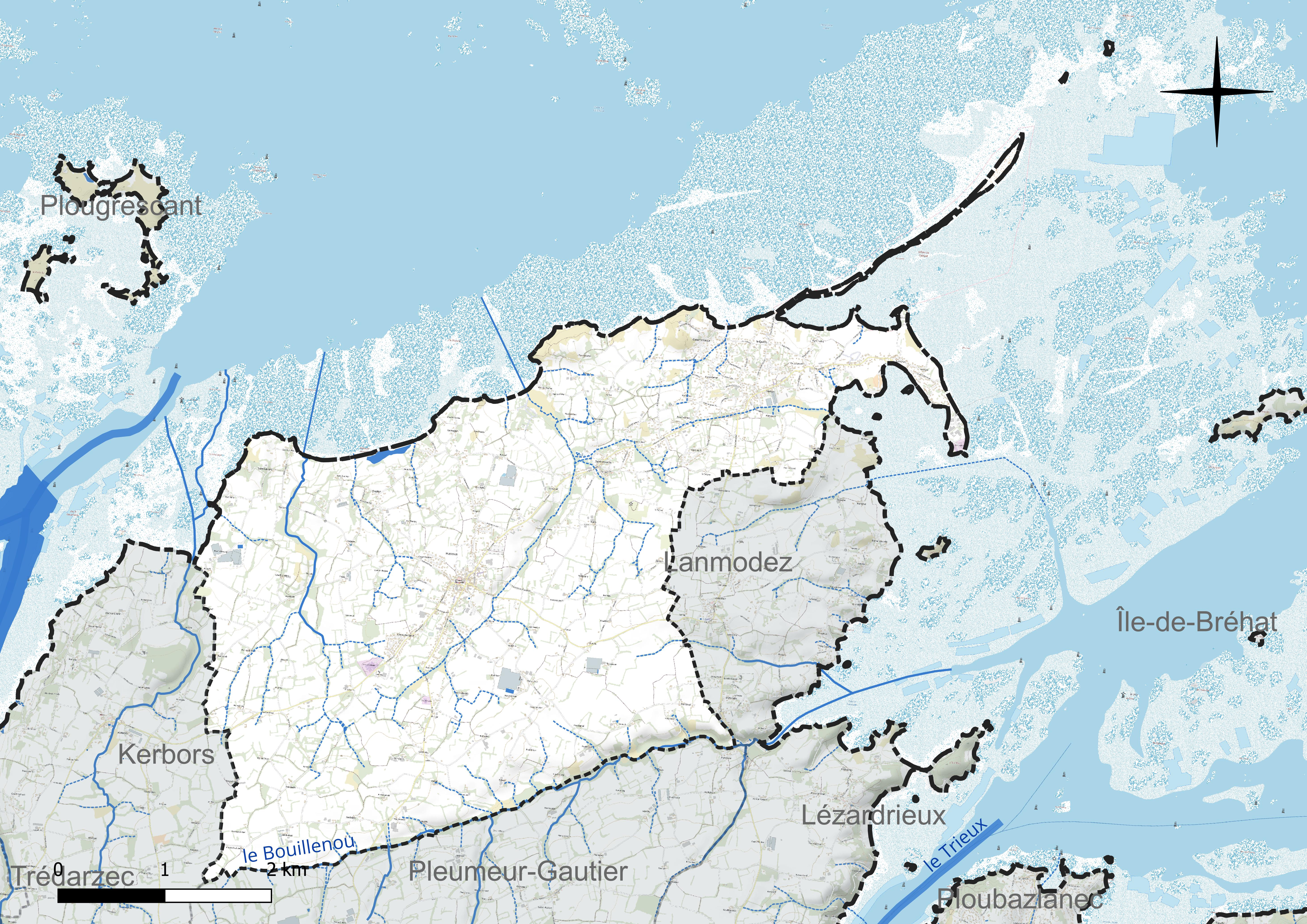
Réseau hydrographique de Pleubian.

### Climat
Pour des articles plus généraux, voir Climat de la Bretagne et Climat des Côtes-d'Armor.
En 2010, le climat de la commune est de type climat océanique franc, selon une étude du Centre national de la recherche scientifique s'appuyant sur une série de données couvrant la période 1971-2000. En 2020, Météo-France publie une typologie des climats de la France métropolitaine dans laquelle la commune est exposée à un climat océanique et est dans la région climatique Finistère nord, caractérisée par une pluviométrie élevée, des températures douces en hiver (6 °C), fraîches en été et des vents forts. Parallèlement l'observatoire de l'environnement en Bretagne publie en 2020 un zonage climatique de la région Bretagne, s'appuyant sur des données de Météo-France de 2009. La commune est, selon ce zonage, dans la zone « Littoral », exposée à un climat venté, avec des étés frais mais doux en hiver et des pluies moyennes.  
Pour la période 1971-2000, la température annuelle moyenne est de 11,3 °C, avec  une amplitude thermique annuelle de 10 °C. Le cumul annuel moyen de précipitations est de 736 mm, avec 13,3 jours de précipitations en janvier et 6,7 jours en juillet. Pour la période 1991-2020, la température moyenne annuelle observée sur la station météorologique la plus proche, située sur la commune d'Île-de-Bréhat à 10 km à vol d'oiseau, est de 12,5 °C et le cumul annuel moyen de précipitations est de 760,5 mm,. Pour l'avenir, les paramètres climatiques de la commune estimés pour 2050 selon différents scénarios d'émission de gaz à effet de serre sont consultables sur un site dédié publié par Météo-France en novembre 2022.

## Urbanisme

### Typologie
Au 1er janvier 2024, Pleubian est catégorisée commune rurale à habitat dispersé, selon la nouvelle grille communale de densité à 7 niveaux définie par l'Insee en 2022.
Elle appartient à l'unité urbaine de Paimpol, une agglomération intra-départementale dont elle est une commune de la banlieue,. La commune est en outre hors attraction des villes,.
La commune, bordée par la Manche, est également une commune littorale au sens de la loi du 3 janvier 1986, dite loi littoral. Des dispositions spécifiques d’urbanisme s’y appliquent dès lors afin de préserver les espaces naturels, les sites, les paysages et l’équilibre écologique du littoral, tel le principe d'inconstructibilité, en dehors des espaces urbanisés, sur la bande littorale des 100 mètres, ou plus si le plan local d’urbanisme le prévoit.

### Occupation des sols
L'occupation des sols de la commune, telle qu'elle ressort de la base de données européenne d’occupation biophysique des sols Corine Land Cover (CLC), est marquée par l'importance des territoires agricoles (84,3 % en 2018), en diminution par rapport à 1990 (86,6 %). La répartition détaillée en 2018 est la suivante : 
terres arables (46,5 %), zones agricoles hétérogènes (37,8 %), zones urbanisées (13,4 %), forêts (0,8 %), espaces ouverts, sans ou avec peu de végétation (0,8 %), zones humides côtières (0,7 %). L'évolution de l’occupation des sols de la commune et de ses infrastructures peut être observée sur les différentes représentations cartographiques du territoire : la carte de Cassini (XVIIIe siècle), la carte d'état-major (1820-1866) et les cartes ou photos aériennes de l'IGN pour la période actuelle (1950 à aujourd'hui).

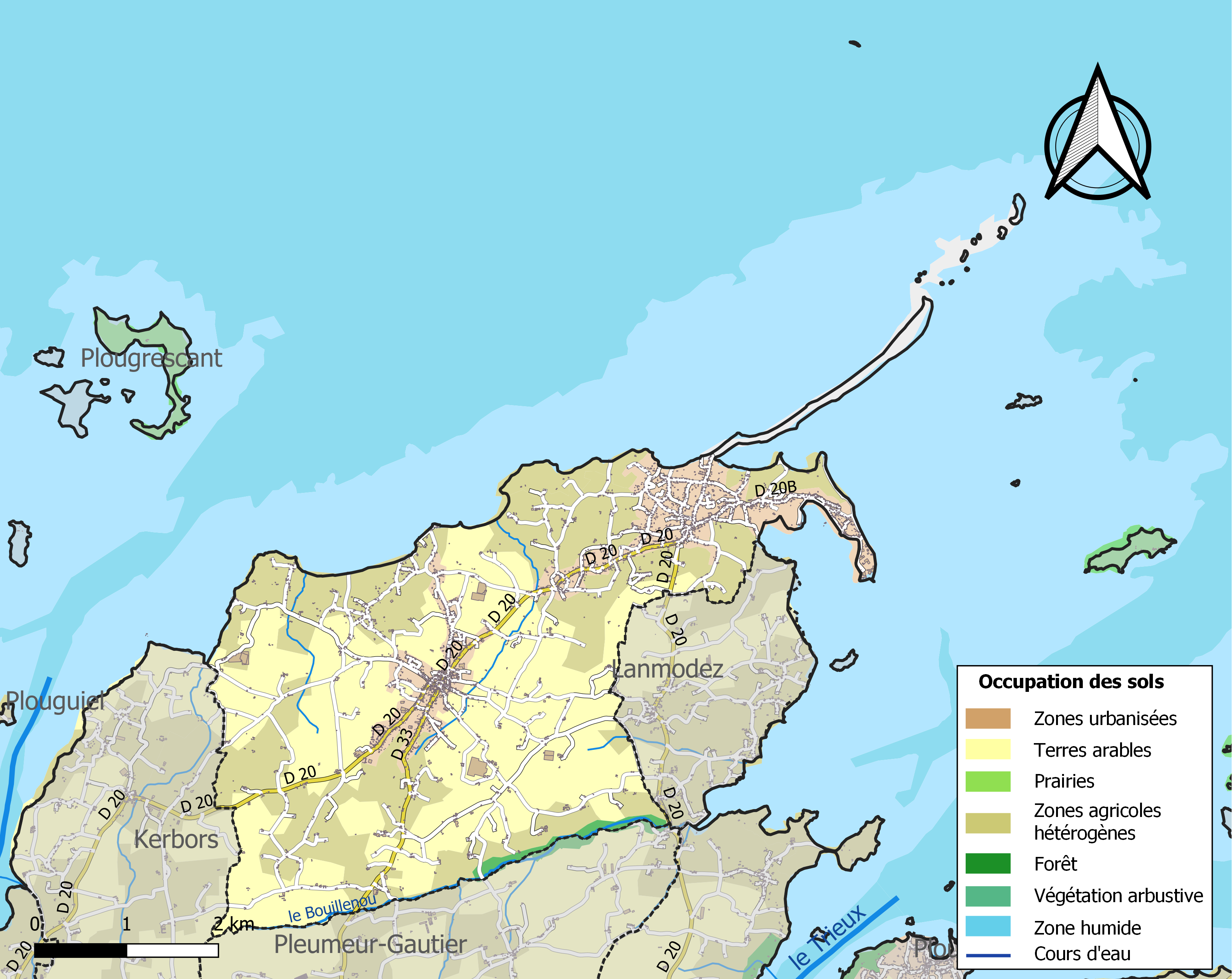
Carte des infrastructures et de l'occupation des sols de la commune en 2018 (CLC).

## Toponymie
Le nom de la localité est attesté sous les formes Plubihan en 1034 et 1040, Parva plebs entre 1040 et 1066, Plubihan vers 1040, en 1156 et en 1169, Plebihen en 1068 et en 1077, Plobihan en 1202, Parva Plebs en 1330 et en 1371, Ploebihan en 1469.
Pleubian ou Pleuvihan signifie littéralement « petite paroisse ». L’origine du nom vient de l’ancien breton Ploe, « paroisse », et bihan signifiant « petit ».
La prononciation du nom de la localité en breton a été relevée sous la forme Pleuvian. La forme bretonne actuelle proposée par l'Office public de la langue bretonne est Pleuvihan.

## Histoire

### Origines et étymologie
Selon l'hagiographie bretonne, Pleubian serait fondée et évangélisée par saint Maudez au VIe siècle.
« Paroisse bretonne primitive comme l'indique son nom formé avec le vieux-breton ploe, Pleubian n'était pas en soi une "petite paroisse", sens du breton bihan et du latin parva utilisé dans les documents anciens. Pour n'être pas très étendu, son territoire, qui comprenait aussi à l'origine, avec celui de Kerbors, celui de Lanmodez, couvrait cependant 3136 ha. Sa dénomination s'explique, en fait, par opposition à elle de sa voisine Pleumeur-Gautier, dont le nom est formé avec le vieux-breton ploe et meur (grand), et qui, englobant, outre sa trève Lézardrieux, Trédarzec, atteignait 4255 ha ».

### Moyen-Âge et temps modernes
Jusqu'à la Révolution française, la paroisse de Pleubian appartient à l'abbaye Saint-Georges de Rennes qui y possède un prieuré de bénédictines depuis l'an 1034. La juridiction du prieuré de Saint-Georges de Pleubian exerce les droits de haute, moyenne et basse justice.

### Révolution française
En 1790, la commune est créée, avec l'élection du premier conseil municipal.

### LeXIXesiècle
L'ancienne trève de Kerbors devient une commune autonome en 1856.

### LeXXesiècle

#### Les guerres du XXe siècle
Le monument aux Morts porte les noms de 165 soldats morts pour la Patrie :
- 118 sont morts durant la Première Guerre mondiale.
- 47 sont morts durant la Seconde Guerre mondiale.

#### La Seconde guerre mondiale
En 1943, deux avions B17, touchés par la DCA allemande, s’écrasent autour de Pleubian. Le Yardbird s’écrase le 29 mai à Pleubian tandis que le Stinky weather tombe à Kerbors le 31 décembre.
Le 6 août 1944, des résistants FFI capturèrent la garnison allemande qui occupait le sémaphore de Pleubian et libérèrent l'usine d'iode de Penn Lann. Mais des troupes allemandes venues de Lézardrieux, équipées de mortiers et d'artillerie, vinrent libérer leurs camarades ; les résistants s'enfuirent, mais 21 d'entre eux durent se rendre à l'ennemi. Après le retrait complet des Allemands le 16 août 1944, une tranchée contenant leurs corps, qui avaient été atrocement torturés, fut découverte près du sémaphore.

## Politique et administration

### Rattachements administratifs et électoraux
Rattachements administratifs
La commune se trouve depuis 1926 dans l'arrondissement de Lannion du département des Côtes-d'Armor.
Elle faisait partie depuis 1793 du canton de Lézardrieux. Dans le cadre du redécoupage cantonal de 2014 en France, cette circonscription administrative territoriale a disparu, et le canton n'est plus qu'une circonscription électorale.
Rattachements électoraux
Pour les élections départementales, la commune fait partie depuis 2014 du canton de Tréguier
Pour l'élection des députés, elle fait partie de la cinquième circonscription des Côtes-d'Armor.

### Intercommunalité
Pleubian  était membre de la petite communauté de communes de la Presqu'île de Lézardrieux, un établissement public de coopération intercommunale (EPCI) à fiscalité propre créé en 2001 et auquel la commune avait  transféré un certain nombre de ses compétences, dans les conditions déterminées par le code général des collectivités territoriales.
Dans le cadre des prescriptions de la loi portant nouvelle organisation territoriale de la République (Loi NOTRe), promulguée le 7 août 2015, qui prévoit que les établissements publics de coopération intercommunale (EPCI) à fiscalité propre doivent avoir un minimum de 15 000 habitants, cette intercommunalité a fusionné avec ses voisines pour former, le 1er janvier 2017, la communauté d'agglomération dénommée Lannion-Trégor Communauté, dont Pleubian  est désormais membre.

### Liste des maires
| Période                                  | Période                    | Identité                    | Étiquette | Qualité |
| ---------------------------------------- | -------------------------- | --------------------------- | --------- | --- |
| Les données manquantes sont à compléter. |                            |                             |           | |
| mai 1935                                 | 1944                       | Yves Bouguen                | RG        | Médecin Sénateur des Côtes-du-Nord (1939 → 1945) Conseiller général de Lézardrieux (1931 → 1940)                               |
| mai 1945                                 | mai 1953                   | François Marjou (1887-1976) | SFIO      | Instituteur et directeur d'école retraité                                                                                      |
| mai 1953                                 | 1957 (décès)               | Yves-Marie Le Merrer        |           | Ancien adjoint au maire |
| juillet 1957                             | mars 1971                  | François Marjou (1887-1976) | SFIO      | Instituteur et directeur d'école retraité, maire honoraire                                                                     |
| mars 1971                                | mars 1973 (démission)      | Charles Richard             |           | |
| avril 1973                               | mars 1983                  | Abel Berthou                | PS        | Retraité de la Marine nationale                                                                                                |
| mars 1983                                | juin 1995                  | Jean-Yves Simon             | PS        | Pharmacien Conseiller général de Lézardrieux (1976 → 2001)                                                                     |
| juin 1995                                | En cours (au 21 août 2020) | Loïc Mahé                   | DVD       | Dirigeant d’entreprise en retraite Vice-président de la CA Lannion-Trégor Communauté (2017 → ) Réélu pour le mandat 2020-2026, |

## Démographie
L'évolution du nombre d'habitants est connue à travers les recensements de la population effectués dans la commune depuis 1793. Pour les communes de moins de 10 000 habitants, une enquête de recensement portant sur toute la population est réalisée tous les cinq ans, les populations de référence des années intermédiaires étant quant à elles estimées par interpolation ou extrapolation. Pour la commune, le premier recensement exhaustif entrant dans le cadre du nouveau dispositif a été réalisé en 2007.

En 2022, la commune comptait 2 334 habitants, en évolution de −0,93 % par rapport à 2016 (Côtes-d'Armor : +1,78 %, France hors Mayotte : +2,11 %).
| 1793  | 1800  | 1806  | 1821  | 1831  | 1836  | 1841  | 1846  | 1851  |
| ----- | ----- | ----- | ----- | ----- | ----- | ----- | ----- | ----- |
| 3 494 | 3 954 | 3 827 | 4 231 | 4 323 | 4 400 | 4 205 | 4 526 | 4 383 |

| 1856  | 1861  | 1866  | 1872  | 1876  | 1881  | 1886  | 1891  | 1896  |
| ----- | ----- | ----- | ----- | ----- | ----- | ----- | ----- | ----- |
| 4 448 | 3 600 | 3 797 | 3 667 | 3 612 | 3 442 | 3 468 | 3 392 | 3 385 |

| 1901  | 1906  | 1911  | 1921  | 1926  | 1931  | 1936  | 1946  | 1954  |
| ----- | ----- | ----- | ----- | ----- | ----- | ----- | ----- | ----- |
| 3 320 | 3 533 | 3 549 | 3 549 | 3 552 | 3 581 | 3 468 | 3 506 | 3 402 |

| 1962  | 1968  | 1975  | 1982  | 1990  | 1999  | 2006  | 2007  | 2012  |
| ----- | ----- | ----- | ----- | ----- | ----- | ----- | ----- | ----- |
| 3 523 | 3 533 | 3 401 | 3 293 | 2 963 | 2 691 | 2 532 | 2 508 | 2 453 |

| 2017  | 2022  | - | - | - | - | - | - | - |
| ----- | ----- | - | - | - | - | - | - | - |
| 2 322 | 2 334 | - | - | - | - | - | - | - |

## Culture locale et patrimoine

### Lieux et monuments

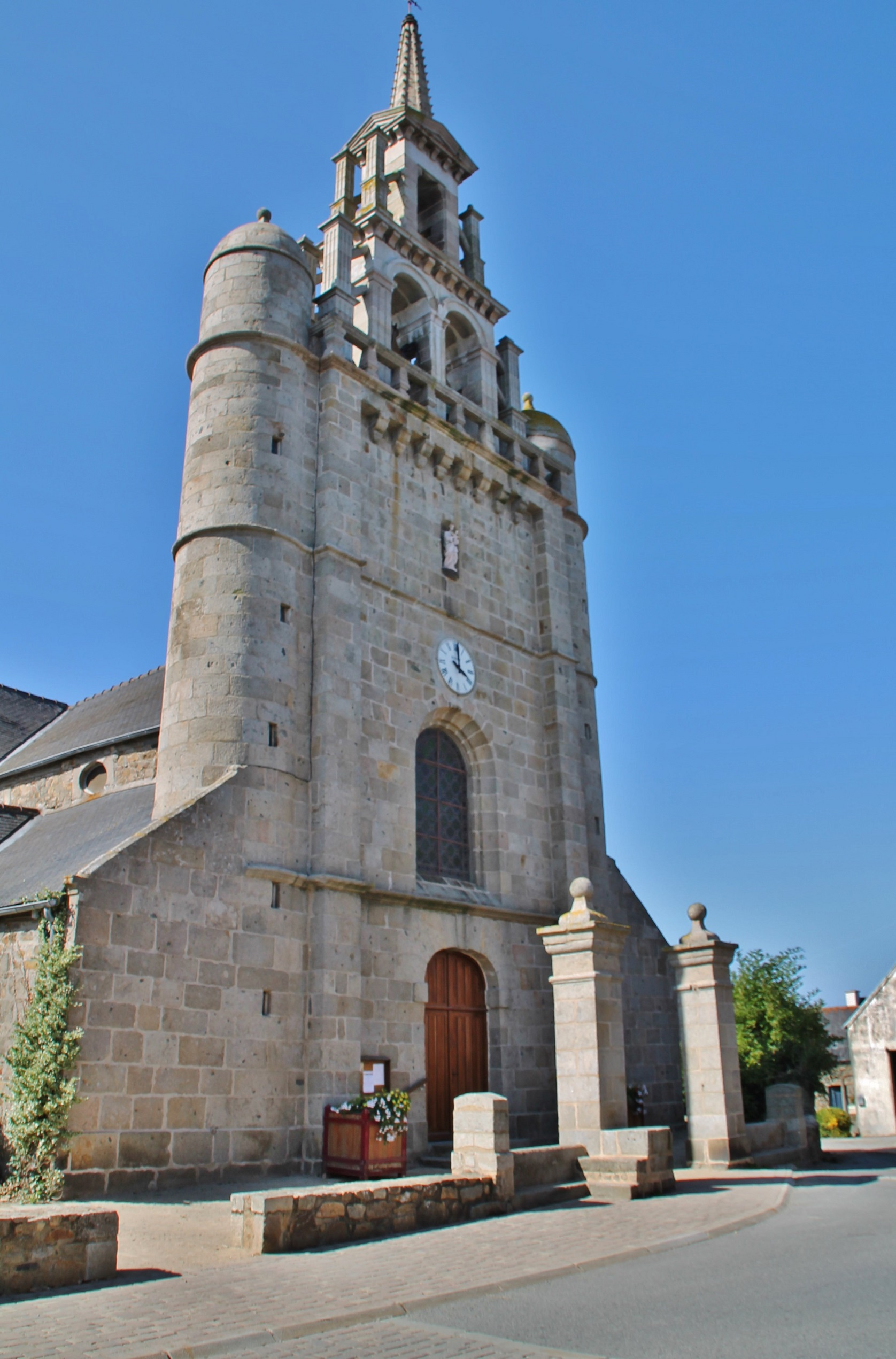
L'église Saint-Georges.

- Le phare des Héaux de Bréhat (XVIIe siècle) : d’une hauteur de 47 mètres, il est édifié sur un banc de rochers.
- La chaire calvaire (XVe siècle) en granite, d’une hauteur de 2,20 mètres, serait le prototype des calvaires historiés, retraçant la passion du Christ, classée en 1907 au titre des monuments historiques[57].
- L'église Saint-Georges (XIXe siècle), en granite et en schiste, possède un clocher-mur de style Beaumanoir[58].
- L'église Notre-Dame de l'Armor : construction de 1932 qui mêle les styles classique et moderne, roman et celtique (architecte Seiz Breur : James Bouillé).
- Les ruines du sémaphore de Creac'h Maoût : culminant à 41 mètres d'altitude, cet ancien sémaphore offre une vue panoramique imprenable sur l’estuaire du Jaudy, le sillon de Talbert, le Phare des Héaux, la pointe de l'Arcouest et l'île de Bréhat.
- L'alignement de menhirs de Poul-ar-Varquez, propriété privée, inscrit en 1982 au titre des monuments historiques[59].
- Le Centre d’étude et de valorisation des algues (CEVA) qui regroupe l’ensemble des connaissances scientifiques, techniques et industrielles dans le domaine de l'algue, unique en Europe.

### Patrimoine naturel

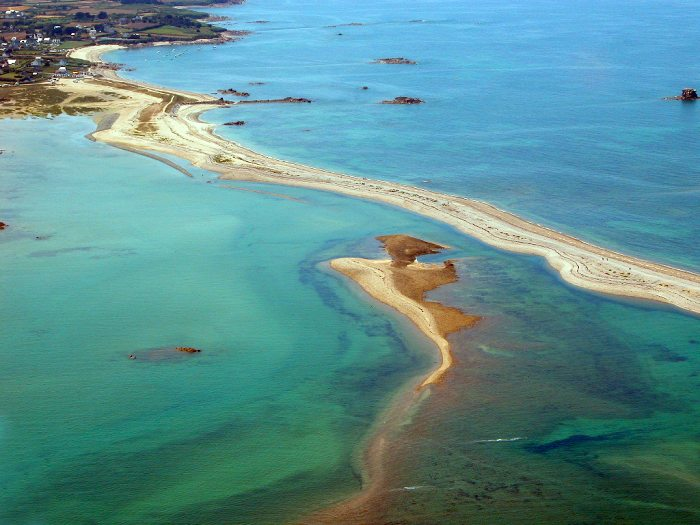
Le sillon de Talbert.

Le sillon de Talbert est un cordon de galets et de sable large de 35 mètres induit par l’équilibre des courants entre le Trieux et le Jaudy. Il avance en forme de chaussée dans la mer sur une distance de 3 kilomètres.
Sur la commune se trouve le « sentier des douaniers », sentier littoral (GR 34), ainsi que plusieurs circuits empruntant à la fois le bord côtier et l'intérieur de la commune à la découverte de son patrimoine historique, architectural et naturel.

### Musée
- Musée du B17, qui commémore les avions B17 écrasés sur les communes de Pleubian et Kerbors en 1943.

### Personnalités liées à la commune
- Jean-Marie Rivoalan, homme politique né le 25 novembre 1748 à Pleubian (Bretagne) et décédé le 15 novembre 1812 à Rennes (Ille-et-Vilaine).
- Erwan Berthou (1861-1933), né et décédé à Pleubian, poète de langue bretonne.
- Henri Arnaud (1891-1956), athlète olympique français, décédé à Pleubian.